# راس مسقا
راس مسقا (به عربی: راس مسقا) یک منطقهٔ مسکونی در لبنان است که در شهرستان کوره واقع شده‌است.
 راس مسقا   ۱۵۰ متر بالاتر از سطح دریا واقع شده‌است.